# Zgrada Ribarnice u Visu
Zgrada Ribarnice u gradiću Visu, Obala sv. Jurja 6/7, predstavlja zaštićeno kulturno dobro.

## Opis dobra
Zgrada ribarnice izgrađena je početkom 20. st. na jugoistočnome dijelu viške luke, a predstavlja vrijedan primjer neoklasicističke arhitekture javne namjene. Građena je kao izdužena prizemnica pravokutnoga tlocrta te je dužom stranicom položena u smjeru istok – zapad, paralelno s morskom obalom. Sjeverno i južno pročelje zgrade raščlanjeno je masivnim arkadama profiliranih lukova, a nose ih plitki pilastri s jednostavnim geometriziranim polukapitelima. Na sjevernoj strani u arkade su umetnuti prozori, dok su na južnoj slijepe. Donji dio zidova naglašen je s tri reda pravilnih klesanaca, dok je gornji žbukan te završava istaknutim profiliranim napustom. Zgrada je pokrivena visokim drvenim četverostrešnim krovištem s kupom kanalicom. Unutrašnjost ribarnice je osvjetljena kroz prozore na sjeveru i lunete arkada na južnoj strani. Središnji dio prostora zauzimaju dva paralelno položena kamena stola za prodaju ribe koja su na krajevima spojena polukružnim segmentima.

## Zaštita
Pod oznakom Z-7240 zavedena je pod vrstom "nepokretno kulturno dobro - pojedinačno", pravna statusa zaštićena kulturnog dobra, klasificirano kao "javne građevine".